# 柴田理恵
柴田 理恵（しばた りえ、1959年〈昭和34年〉1月14日 - ）は、日本の女優、お笑いタレント。

## 来歴
1959年1月14日、富山県婦負郡八尾町生まれ。鉄道会社に勤務する父と小学校教員の母のもとに1人娘として生まれ育つ。母の実家は老舗旅館で、夏休みには接客を手伝っていた。富山県立八尾高等学校を卒業後、明治大学文学部演劇学科に進学。
2005年5月に東京都内の総合病院で子宮動脈塞栓術を受けたが2泊3日で退院し、すぐにテレビドラマの撮影に参加した。その後、筋腫は徐々に縮小し、子宮は2年で治療前の4分の1の大きさに縮んだ。
2006年6月にアメリカで公開されたユニバーサル・ピクチャーズ製作の映画『ワイルド・スピードX3 TOKYO DRIFT』では高校教師役を演じ、ハリウッドデビューを果たした。
2013年8月、北海道羅臼町の羅臼漁業協同組合から羅臼昆布大使に任命される。2016年6月には富山市特別副市長に就任し、市長の森雅志から手すきの八尾和紙でできた委嘱状を受け取った。
2014年、舞台『淑女のロマンス』での演技が評価され、第14回バッカーズ演劇奨励賞を受賞する。
ビデオリサーチによる2017年2月度の「タレント人気度調査（女性部門）」では、42位にランクインした。

## 人物
- 28歳の時に、学生時代の同級生だったWAHAHA本舗の舞台監督と結婚し[10]、劇場に観客を入れて「公開結婚式」を執り行った。婚姻に際しては夫側が改姓したため、柴田の名字は結婚後も変わっていない。
- 2016年2月に白内障手術を受けた結果、8歳の時から悩まされていた近視が改善され、近視用の眼鏡をかける必要がなくなった。ただし、白内障を手術したことで眩しさに敏感となり、屋外ではサングラスが手放せなくなる。さらには老眼が進んでいることから老眼鏡をかけているほか、仕事では伊達眼鏡もかけている[11]。
- 吉田鋼太郎と生年月日が同じである。しかし、長きにわたって共演の機会が存在せず、2018年4月26日放送の『伊集院光とらじおと』（TBSラジオ）でようやく初対面を果たした[12]。
- 着物を好み、プライベートでしばしば着用しているほか、着物のリメイクも行っている[13]。

### 愛犬家として
- 2005年に愛知県名古屋市内でロケを行っていたところ、不法投棄のゴミの山の中に子犬が捨てられているところを見つける。その子犬の左の後脚には障害があり、切断手術が必要な状態だった。柴田は子犬を動物病院に預けたが、引き取り手が見つからなかったため、自らが引き取って「晴太郎（はるたろう）」と命名した[14]。名前の「晴」の字は、この子犬を見つけた際に加藤晴彦とロケをしていたことに由来する[15]。柴田が酒に酔って帰宅すると、晴太郎は柴田だけが理解できる「犬語」で説教を始めたとのこと[16]。その犬は2019年6月27日に亡くなった[17]。
- 2020年4月に『爆報! THE フライデー』（TBS）の企画を通して保護犬のリモート譲渡会に参加し、同年5月、晴太郎の小さい頃と似ている黒い子犬を譲り受ける。この犬は当時生後3か月で、栃木県の山中で保護された犬だという[18]。前年に亡くなった晴太郎から1文字を取り、柴田はこの犬を「晴の輔（はるのすけ）」と命名した[19]。

## 出演

### テレビ番組

#### 全国および関東ローカル
NHK
- 週刊こどもニュース（1994年4月 - 1997年3月、総合） - お母さん 役
- 中高年のためのらくらくパソコン塾（Eテレ、阿藤快と共に進行）
- 平成22年 NHKのど自慢チャンピオン大会（総合・ラジオ第1、審査員）
- あさイチ（総合、不定期ゲスト）
- お宝を掘り当てろ!! アンティーク鑑定旅（BSプレミアム、レギュラー）
- 美の壺（BSプレミアム、不定期ゲスト）
- クイズ!丸をつけるだけ（2022年8月23日、総合） - 解答者[20]
- ねこのめ美じゅつかん（Eテレ、声の出演）

- 今夜は最高!（後期レギュラー）
- 欽ちゃん&香取慎吾の全日本仮装大賞（1997年 - 、審査員）
- すっぴんDNA（中京テレビ、準レギュラー）
- ウルトラショップ（レギュラー）
- ジャパン☆ウォーカー（レギュラー）
- トナリの悩みの解決人（レギュラー）
- 世界一受けたい授業（準レギュラー）
- サルヂエ（準レギュラー、2005年8月29日 - 9月12日、代理司会）
- 24時間テレビ 「愛は地球を救う」
- 未知の世界を撮りたい 驚き(秘)映像ハンター!ドリームビジョン（レギュラー）
- 秘密のケンミンSHOW（読売テレビ、準レギュラー）
- 女神のマルシェ（レギュラー）
- B-tops（読売テレビ、不定期ゲスト）
- クイズ!あなたは小学5年生より賢いの?（300万円獲得)

テレビ朝日系
- 文珍・山瀬のグルメコメディ/炎のチューボー物語
- アッコの泣かしたろか!?
- 稲妻!ロンドンハーツ（レギュラー）
- いまどき!ごはん（レギュラー）
- 今すぐ使える豆知識 クイズ雑学王（解答者）
- くりぃむクイズ ミラクル9（不定期ゲスト）
- 地球の歩き方35周年記念 アメリカ横断!食の大冒険紀行（BS朝日、旅人[21]）
- 日本人の3割しか知らないこと くりぃむしちゅーのハナタカ!優越館（準レギュラー）

TBS系
- 快傑熟女!心配ご無用（準レギュラー）
- 情報!もぎたてサラダ（レギュラー）
- 徳光和夫の感動再会"逢いたい"（準レギュラー）
- はなまるマーケット（2008年4月 - 2013年3月、火曜レギュラー）
- プレバト!!（毎日放送、不定期ゲスト、俳句・特待生3級）
- 東大王（不定期ゲスト）

テレビ東京系
- 住宅バラエティー 我が家・大作戦!（司会）
- ペット大集合!ポチたま（司会）
- 2010年旅の総決算! クチコミ&人気ランキング（司会）

フジテレビ系
- SMAP×SMAP（関西テレビ共同制作、準レギュラー）
- ボキャブラ天国（投稿VTR出演、パネラー）
- タモリのネタでNIGHTフィーバー!（パネラー）
- 森田一義アワー 笑っていいとも!（1998年10月 - 2008年9月、金曜日→月曜日→水曜日レギュラー）
  - 笑っていいとも!増刊号
  - 笑っていいとも!特大号
  - 笑っていいとも!春・秋の祭典スペシャル
- ウォンテッド!!（レギュラー）
- 走れ!!しあわせ建設（レギュラー）
- ザ・レターズ〜家族の愛にありがとう（ドリームメーカー）
- 発掘!あるある大事典 → 発掘!あるある大事典II（関西テレビ、レギュ
- ザ・ベストハウス123（レギュラー）
- スパイスTV どーも☆キニナル!（準レギュラー）
- ホンネの殿堂!!紳助にはわかるまいっ（準レギュラー）
- 知りたがり!（知りたがりすと）
- 志村けんのだいじょうぶだぁ（不定期ゲスト）
- 痛快TV スカッとジャパン（準レギュラー）
- 今夜はナゾトレ（準レギュラー）
- 潜在能力テスト（準レギュラー）

#### その他ローカル
朝日放送
- 楽天的ライブ 寝る前に跳べ!

中京テレビ
- 景山民夫の大人気セミナー
- PS（レギュラー）
- 夏のドライブ 道の駅魅力全公開

KNBテレビ
- 柴田理恵のよってかれ とやま観光開発事業団（不定期放送）

チューリップテレビ
- 柴田理恵認定 ゆるゆる富山遺産（2005年8月11日 - 現在）
- 新幹線がやってきた!柴田理恵のすべて見せます北陸新幹線（2015年3月14日）
- 開局30周年記念 チューリップテレビの日（2020年10月3日）
- とやまを深〜くゆる歩き ブラブラシバタ（2022年10月12日）

石川テレビ
- いまどきテレビおもしろ便

関西テレビ（カンテレ）
- 流行りん♥モンロー!（準レギュラー）

### 連続テレビドラマ
NHK
- 大河ドラマ（総合）
  - 毛利元就（1997年） - きよ 役
  - どうする家康（2023年） - 老婆 役
- マドンナ・ヴェルデ〜娘のために産むこと〜（2011年4月 - 5月、総合） - 妙高みすず 役
- 連続テレビ小説 ひよっこ（2017年4月 - 9月、総合） - 角谷きよ 役
- ぬけまいる〜女三人伊勢参り 第6話「幼なじみと焼はまぐりの罠」（2018年12月8日、総合） - お秋 役
- ひよっこ2 第1・4話（2019年3月、総合） - 角谷きよ 役
- 老害の人（2024年、BS・BSプレミアム4K） - ジェシカ 役
- コトコト〜おいしい心と出会う旅〜 富山編（2024年12月、BSプレミアム4K / 2025年1月、総合） - 三盃和代 役

日本テレビ系
- オレの息子は元気印（1987年1月 - 2月） - スーパーの店員 役
- 禁じられた遊び（1995年4月 - 6月、読売テレビ）
- ストレートニュース（2000年10月 - 12月） - 大野妙子 役
- 警視庁鑑識班2004（2004年1月 - 3月） - 円藤あかね 役

TBS系
- 電光超人グリッドマン 第19話（1993年4月 - 1994年1月） - 藪下雅子 役
- お見合いの達人（1994年4月 - 6月） - 本多時子 役
- おかみ三代女の戦い（1995年1月 - 3月） - 今井京子 役
- 結婚しようよ（1996年4月 - 6月） - 川井澄子 役
- 理想の上司 第2話・第9話（1997年4月 - 6月）- 西田珠子 役  [22]
- 3年B組金八先生 第5シリーズ（1999年10月-2000年3月） - 太田昌江 役
- 山田太郎ものがたり（2007年7月 - 9月） - 池上まりあ 役
- こちら葛飾区亀有公園前派出所（2009年） - 両津よね 役
- 深夜食堂3 第6話（2014年11月26日、毎日放送） - エリ 役
- JKは雪女（2015年9月 - 10月、毎日放送） - ババ様 役

フジテレビ系
- 東映不思議コメディーシリーズ
  - 勝手に!カミタマン 第9・14・25・30話（1985年4月 - 1986年3月） - ゲスト
  - もりもりぼっくん（1986年4月 - 12月） - アイアンおばさん 役
  - おもいっきり探偵団 覇悪怒組（1987年1月 - 12月） - 進のかあちゃん 役
  - じゃあまん探偵団 魔隣組（1988年1月 - 12月） - 田和子 役
  - 魔法少女ちゅうかなぱいぱい!（1989年1月 - 7月） - 三軒茶屋小百合 役
  - 魔法少女ちゅうかないぱねま!（1989年7月 - 12月） - 三軒茶屋小百合 役
  - 美少女仮面ポワトリン（1990年1月 - 12月） - 本田律子警部 役
  - 不思議少女ナイルなトトメス（1991年1月 - 12月） - ブティックの店員 役
  - うたう!大龍宮城（1992年1月 - 12月） - フグ 役
  - 有言実行三姉妹シュシュトリアン（1993年1月 - 10月） - ETおばさん 役
- グッドモーニング（1994年7月 - 9月） - 佐藤ユウ 役
- 沙粧妙子-帰還の挨拶-（1997年3月） - 婦警 役
- 月の輝く夜だから（1997年7月 - 9月）
- 整形美人。（2002年4月 - 6月） - 早乙女ルリ子 役
- ほんとにあった怖い話「不思議な時間」（2006年8月22日） -  大吾の上司 役
- 間違われちゃった男 第5 - 6・8・最終話（2013年5月11日） - 砂塚舞 役
- 明日の光をつかめ -2013 夏-（2013年7月 - 8月） - 沢登マツ子 役
- 続・最後から二番目の恋（2014年4月 - 6月） - 伊佐山良子 役
  - 続・続・最後から二番目の恋（2025年4月 - 6月） - 伊佐山良子 役[23]
- やんごとなき一族 第7 - 9話（2022年6月2日 - 16日） - お手伝い・松子 役
- グランマの憂鬱 第3話（2023年4月22日） - 坂下悦子 役

テレビ朝日系
- 愛は正義 第1話（2001年1月12日） - 水木香住 役
- はみだし刑事情熱系（2003年 - 2004年） - 辻克子 役
- 7人の女弁護士（2006年4月 - 6月） - 木下五月 役
- 科捜研の女 SEASON 17 第6話（2017年11月23日） - 浜野文恵 役
- 素晴らしき哉、先生! 第1話（2024年8月18日、朝日放送） - コンビニ店長 役[24]

テレビ東京系
- 大魔神カノン（2010年4月 - 10月） - オタキ 役
- 孤独のグルメ Season 4 第2話（2014年7月16日） - オモニ 役

### 単発テレビドラマ
NHK
- 藤子・F・不二雄 SF短編ドラマ シーズン2「じじぬき」（2024年5月12日、BS・BSプレミアム4K） - 婦人 役[25]

日本テレビ系
- 熱中時代スペシャル 帰ってきた北野広大（1987年）
- 火曜サスペンス劇場
  - 監察医・室生亜季子 21 - 24（1996年 - 1998年） - 桐野まりえ 役
  - 弁護士・朝日岳之助 19 - 23（2003年 - 2005年） - 栗原朋子 役
  - 松原完治 お金ちょうだい致します（2004年3月30日） - 小川秋子 役

TBS系
- 月曜ドラマスペシャル
  - 早乙女千春の添乗報告書 草津湯けむりツアー殺人事件（1996年） - 田辺由利子 役
  - 婦人捜査官 小森友子（1998年5月18日）
  - 松本清張特別企画・顔（1999年10月17日） - スナックのママ 役
  - 小学校教師・沢木千太郎（2000年7月31日）
- 月曜ミステリー劇場
  - ホステス探偵危機一髪（1999年 - 2004年） - 黒崎（澤田）美和 役
  - 女子刑務所東三号棟（2003年9月25日）
- 日曜劇場
  - おやじの背中 第7話「よろしくな。息子」（2014年8月24日） - 大島桂 役
- 月曜ゴールデン
  - 警視庁再犯防止課 真崎英嗣（2011年8月1日） - 原田暁子 役
- 月曜名作劇場
  - 森村誠一サスペンス 魔性の群像 刑事・森崎慎平4（2017年3月13日） - 黛透子 役
  - 森村誠一サスペンス 魔性の群像 刑事・森崎慎平5（2019年1月28日） - 黛透子 役

フジテレビ系
- 素晴らしき家族旅行（1996年1月3日）
- ナースのお仕事スペシャル　(1997年4月4日)　- 鬼塚たまこ　役
- ちびまる子ちゃん（2006年10月31日） - はまじの母 役
- 裸の柴田敦と愛のSox （2008年5月24日） - パン屋のおばさん 役
- 金曜エンタテイメント
  - 殺人美容院（1998年4月24日） - 秋山佐知子 役
  - 年の差カップル刑事（1998年 - 2004年） - 茶沢芳江 役
  - 女ざかり!!区役所の名探偵（2000年 - 2002年） - 三科珠子 役
- 金曜プレステージ
  - 人情の女刑事・徳大寺操の浅草事件簿（2010年12月24日） - 福山和子 役

テレビ朝日系
- 土曜ワイド劇場
  - ママさん記者明衣子の事件（1999年4月24日） - 鈴木恵子 役
  - 女請負人（2000年7月29日） - 仁科幸江 役
  - カリスマ美容師殺人事件（2001年8月11日） - 富士麗子 役
  - グルメ弁護士VSダイエット検事（2005年4月16日、朝日放送） - 法善寺春美 役
  - ×イチ女刑事 ONNA-DEKA 白い恐怖!（2005年6月18日） - 権藤まどか 役

テレビ東京
- 女と愛とミステリー
  - かぐや姫伝説殺人事件（2001年11月） - 藤村紀子 役
  - 幻の推理作家 能登殺人行（2003年6月25日） - 渡辺千絵 役
  - さすらい署長 風間昭平（2012年3月7日） - 大城静香 役
- 水曜ミステリー9
  - 警視庁黒豆コンビ（2005年7月13日） - 垣沼庸子 役
- 二つの祖国（2019年3月23日） - 大野なみ（日系一世 「オオノキッチン」女将） 役

### 配信ドラマ
- ハケンの珍客（2020年、Hulu） - 女性プロデューサー 役
- THE BAD LOSERS Season 2（2022年、YouTube） - 九条 役

### 映画
- ウェルター（1987年） - 婦人 役
- 香港パラダイス（1990年）
- 寝取られ宗介（1992年） - こまどり姉妹・亀井 役
- きらきらひかる（1992年） - ウェイトレスA 役
- 国会へ行こう!（1993年）
- 静かな生活（1995年） - 近所の奥さん 役
- サラリーマン専科（1995年） - 庶務課社員 役
- スーパーの女（1996年） - 常連客のオバサン 役
- さすらいのトラブルバスター（1996年）
- そして天使は歌う ぼ・ぼ・僕らは正義の味方（1997年） - 黄金エースの恋人 役
- お墓がない!（1998年） - 看護婦長 役
- てなもんや商社 萬福貿易会社（1998年） - たまご 役
- 秘密（1999年） - 吉本和子 役
- カラオケ（1999年）
- 真夜中まで（2001年） - ファンの女性 役
- ピストルオペラ（2001年） - 女剣劇の役者 役
- 化粧師 KEWAISHI（2002年） - 青野うめ 役
- クリスマス・クリスマス（2004年） - 水木裕子 役
- 冬の幽霊たち（2005年） - 廬山のおばちゃん 役
- ストーンエイジ（2006年） - 中条総子	役
- ワイルド・スピードX3 TOKYO DRIFT（2006年） - 高校の教師#1 役
- その日のまえに（2008年） - 川田孝子 役
- 毎日かあさん（2011年、小林聖太郎監督） - 粟田 役
- ほしのふるまち（2011年） - 宮本千春 役
- TAKAMINE アメリカに桜を咲かせた男（2011年） - 村井初 役
- こちら葛飾区亀有公園前派出所 THE MOVIE 〜勝どき橋を封鎖せよ!〜（2011年） - 両津よね 役
- 今日子と修一の場合（2013年） - 工場の女性従業員 役
- クローバー（2014年） - 占い師 役
- こども食堂にて（2018年） - 魚屋 役
- 来る（2018年） - 逢坂セツ子 役
- LOVEHOTELに於ける情事とPLANの涯て（2019年）
- 大コメ騒動（2021年） - きみ 役
- 老後の資金がありません!（2021年） - 神田サツキ 役
- 渇水（2023年） - 竹内 役[26]
- アキはハルとごはんを食べたい（2023年） - 大家さん 役
  - アキはハルとごはんを食べたい 2杯目!（2024年）[27]
- 首（2023年） - 遣手婆・マツ 役
- クロスポイント（2025年）[28]
- TOUCH/タッチ（2025年公開予定） - ハシモト 役
- 遠い山なみの光（2025年公開予定）[29]

### テレビアニメ
- ソマリと森の神様（2020年1月 - 3月） - ローザおばさん 役[30]

### 劇場アニメ
- 東京ゴッドファーザーズ（2003年） - 猫ババ 役
- ブレイブ ストーリー（2006年） - ユナ婆 役[31]

### 吹き替え
- スピッティング・イメージ・渡る世間にツバぺっぺっ！（1987年）
- アトランティス 失われた帝国（2001年） - ミセス・パッカード 役
- HACHI 約束の犬（2009年） - メアリー・アン 役

### オリジナルビデオ
- ギニーピッグ4 ピーターの悪魔の女医さん（1986年、サイ・エンタープライズ） - 先天性頭脳爆発症家族 役
- UFO仮面ヤキソバン 怒りのあげ玉ボンバー（1994年、ビクターエンタテインメント） - 社員食堂のオバチャン 役
- 新・百合族2（1994年、にっかつ）
- 新・百合族3（1995年、にっかつ）
- 女教師日記3 秘められた性（1997年、東映ビデオ）
- すばらしきわが人生 Part4（1998年、シナノ企画）
- 自分らしく輝いて（2005年、シナノ企画）
- 心の宝石箱（2011年、シナノ企画）
- 楽観主義で希望の女優に（SOKAチャンネルVOD）

### ラジオドラマ
- TBSラジオドラマスペシャル「ふたご」（藤崎彩織原作、2018年6月17日、TBSラジオ） - 西山夏子の母親 役[32]

### ラジオ番組
- 塚越孝のサタデートークバトル・ザ・グッチーズ（1997年10月 - 1998年3月、ニッポン放送） - アシスタント
- 柴田理恵のいどばた総研（2005年10月 - 2006年3月、ニッポン放送）
- 柴田理恵の井戸端ラヂオ（2006年4月 - 2009年3月、北日本放送）
- ディア・フレンズ（2012年10月18日 - 21日、TOKYO FM）
- テレフォン人生相談（2015年10月5日 - 、ニッポン放送） - 不定期パーソナリティ
- 伊集院光とらじおと（2016年4月 - 2022年3月、TBSラジオ） - 木曜パートナー[33]
- 伊集院光のタネ（2024年12月12日・13日、ニッポン放送） - スペシャルパートナー

### テレビ広告
- アサヒドーカメラ（久本雅美とともに出演）
- 日新火災海上保険 自動車保険
- モランボン 「韓国焼肉のタレ」
- 宝酒造 ｢烏龍酒｣
- アース製薬 「トイレにセボン」
- クラシエホームプロダクツ 「ヘアカラーファーストレディ」
- 郵政省 簡易保険
- JR 「ナイスミディパス」
- エステー 「キャッチ」
- 東京ガス「乾太くん」
- 東京電力 電気温水器
- サンスター 「ドライキャップ」
- am/pm
- 九州電力
- 財寶温泉
- 長谷川ホールディングス 「おそうじ本舗」
- ロート製薬 「和漢箋 ロート防風通聖散錠」
- あずさ法律事務所
- イースマイル（松村邦洋・松下由樹・上田悠介と共演）
- はまつグループ 「アンサージ」
- マキアレイベル 「薬用クリアエステヴェール」「プロテクトバリアリッチ」
- エーザイ 「新セルベール整胃錠」
- 富山市 「みんなの意識が世界を変える!」「交通ルール 行動啓発」
- 日本マクドナルド 「プレミアムローストコーヒー」（木村拓哉・光浦靖子と共演）

### 舞台
- わらいのまち（2011年9月 - 11月、シアタークリエほか） ※2017年再演
- タクフェス
  - 晩餐（2013年10月 - 12月、サンシャイン劇場ほか）
  - くちづけ（2015年10月 - 12月、サンシャイン劇場ほか） - 袴田さん 役 ※2020年再演
  - ぴえろ（2022年10月7日 - 16日、サンシャイン劇場 / 10月22日、電力ホール / 10月25日、弘前市民会館 / 11月5日、ももちパレス / 11月18日・19日、道新ホール / 11月23日 - 27日、梅田芸術劇場 シアター・ドラマシティ / 12月3日、あしかがフラワーパークプラザ 文化ホール / 12月9日 - 11日、ウインクあいち）
- あの鉛筆で、不帰の恋文を記す（2014年2月、中野ザ・ポケット）
- 太陽と恋とポッと出のベテラン（2014年5月、新宿シアターサンモール）
- 淑女のロマンス（2014年9月 - 10月、紀伊國屋ホール）
- 梅と桜と木瓜の花（2016年7月、博多座リニューアル記念公演） - おうめ 役[34]
- 雪まろげ（2016年9月 - 10月、シアター1010、シアタークリエほか） - お千賀 役[35] ※2019年再演
- 芸人と兵隊（2019年2月 - 3月、東京芸術劇場 シアターウエストほか） - 花畑良子 役
- 狸の里帰り（2021年5月、東京芸術劇場 シアターウエスト） - 西野亮子 役
- 沼の中の淑女たち（2023年9月27日 - 10月3日、赤坂RED/THEATER / 10月5日、中川文化センター 大ホール / 10月7日、沼津市民文化センター 大ホール / 10月9日、越前市いまだて芸術館 / 10月11日、柳川市民文化会館 水都やながわ 白秋ホール / 10月13日、アストくにさき アストホール / 10月15日、袖ケ浦市民会館 大ホール / 10月18日、津山文化センター 大ホール / 10月20日、倉敷市芸文館 ホール / 10月22日、福山市神辺文化会館 大ホール / 10月24日、マルマエホール出水 / 10月26日、黒崎ひびしんホール 大ホール / 10月29日、朝来市文化会館 和田山ジュピターホール 大ホール / 10月31日、湘南台文化センター 市民シアター / 11月2日、大船渡市民文化会館 リアスホール 大ホール）
- 大誘拐 〜4人で大スペクタクル〜（2024年2月6日 - 11日、シアター1010 / 2月14日、ウインクあいち 大ホール / 2月16日・17日、森ノ宮ピロティホール / 2月18日、西脇市市民交流施設 オリナス ホール / 2月20日、日田市民文化会館 パトリア日田 大ホール やまびこ / 2月23日、山口県立劇場 ルネッサながと / 2月24日、島根県芸術文化センター グラントワ 大ホール / 2月26日、JMSアステールプラザ 大ホール / 3月2日、長岡市立劇場 大ホール / 3月3日、東京エレクトロン韮崎文化ホール 大ホール / 3月5日・6日、水戸芸術館 ACM劇場 / 3月9日、多賀城市民会館 大ホール / 3月10日、オーバード・ホール 大ホール） - 中村くら（くーちゃん） 役
- おばぁとラッパのサンマ裁判（2025年2月3日 - 9日、紀伊國屋ホール / 2月13日、野田ガスホール / 2月22日、いまだて芸術館 / 2月24日、有田市民会館 紀文ホール / 3月2日、すばるホール）[36]

## ディスコグラフィ
WAHAHA本舗婦人部・電脳芸者ガールズ
- 「きんぎょ注意報! 学校大好きっ!!」（1990年7月1日発売）
- 「恋愛ドレミファ娘・平成芸者ガールズ」（1991年1月21日発売）

ゲスト参加
- 所ジョージ 「ブウェーのビヤビヤ」（1998年3月1日発売、バックコーラス）

## 著書
単著
- よい子はマネしないでネ（東京新聞社出版局、1999年7月）
- 晴太郎 3本足の天使（ソニー・マガジンズ、2008年7月）
- 柴田理恵の100％昆布活用術（日東書院本社、2009年2月）
- 柴田さん家のおつまみ（ソニー・マガジンズ、2009年8月）
- 柴田理恵のもっともっと昆布活用術（日東書院本社、2010年4月）
- 台風かあちゃん いつまでもあると思うな親とカネ（潮出版社、2011年4月）
- 柴田理恵のきもの好日（平凡社、2022年3月）
- 遠距離介護の幸せなカタチ 要介護の母を持つ私が専門家とたどり着いたみんなが笑顔になる方法（祥伝社、2023年11月）

共著
- イママダ（久本雅美との共著、マガジンハウス、2005年2月）
- Dr.金田一&柴田理恵のことば診療所（金田一秀穂との共著、明治書院、2006年4月）
- おかあさんありがとう（絵：塚本やすし、ニコモ、2021年10月）

対談集
- 桜梅桃李 柴田理恵のワハハ対談!（潮出版社、2008年11月）
- 一期一会 柴田理恵のワハハ対談!（潮出版社、2010年1月）

## 連載
- 柴田理恵のきもの遊び 「日日是“笑”日」（2020年9月 - 2022年3月、家庭画報）